# Gerolamo Induno
Gerolamo Induno (Milano, 13 dicembre 1825 – Milano, 18 dicembre 1890) è stato un pittore e patriota italiano.

## Biografia

### Gli anni della formazione

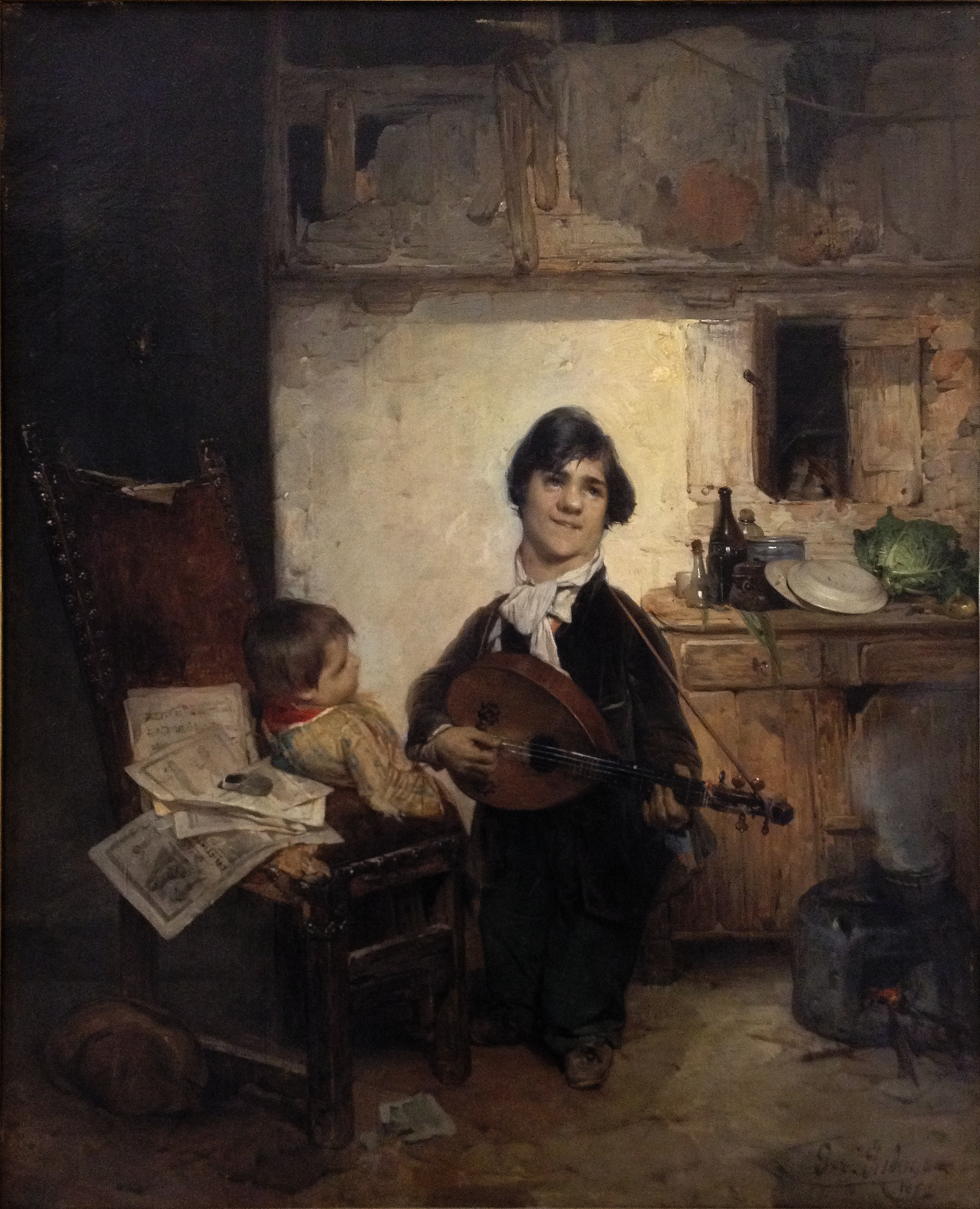
Sciancato che suona il mandolino (Il Cantastorie) 1852, olio su tela

Fratello minore di Domenico, frequenta l'Accademia di Brera dove, dal 1839 al 1846, è allievo di Luigi Sabatelli. Dal 1845 comincia ad esporre, alla mostra braidense, sue opereː sono studi dal vero, ritratti e una Scena dai Promessi Sposi. Si caratterizza per una pittura briosa, narrativa, luminosa, facile da interpretare.
Coinvolto nei moti antiaustriaci del 1848, si rifugia con il fratello ad Astano, in Svizzera, poi si trasferisce a Firenze, dove espone Interno di cucina.

### La Repubblica Romana
A Firenze si arruola come volontario, sotto il comando del generale Giacomo Medici, con il quale partecipa alla difesa di Roma, assediata dai francesi. A Roma riempie i suoi taccuini di schizzi e dipinge dal vero.

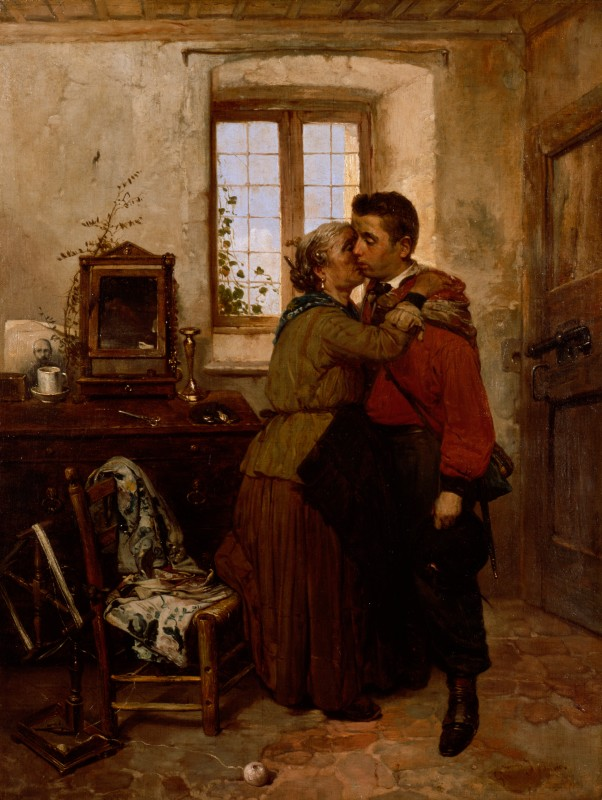
La partenza del garibaldino, 1860
Fondazione Cariplo, Milano

Durante la difesa del palazzo detto il Vascello, fuori Porta San Pancrazio, appena riconquistato al nemico, viene gravemente ferito. Nascosto in un convento, viene poi curato dall'ambulanza dell'Ospedale San Giovanni Calibita, diretta dalla infermiera italiana, d'origine statunitense, Margaret Fuller Ossoli. Può tornare a Milano, grazie alla protezione del conte Giulio Litta.

### Pittura storica e risorgimentale
Negli anni seguenti espone a Brera opere di tema risorgimentale che ricordano gli eventi romani - tra cui Trasteverina colpita da una bomba, Porta San Pancrazio dopo l'assedio del 1849, La difesa del Vascello - accanto a tele con soggetti di genere, dipinti sotto l'influenza di tematiche care al fratelloː Sciancato che suona il mandolino, La nonna e Povera madre.
Dal 1854 al 1855 partecipa alla campagna di Crimea, nel corpo dei bersaglieri di Alessandro La Marmora e, in qualità di pittore-soldato, esegue disegni, studi e resoconti per immagini che al ritorno in patria utilizza per quadri, che sono molto apprezzati, per i sentimenti patriottici ivi espressi. Il dipinto La battaglia della Cernaia gli viene commissionato da Vittorio Emanuele II. Questo quadro è esposto nella Gallerie d'Italia, di piazza della Scala, a Milano. Per queste opere è considerato uno degli artisti più celebrati, tra i pittori-soldato del nostro Risorgimento.
Nel 1855 è presente, insieme al fratello, all'Esposizione Universale di Parigi, dove ottiene l'ammirazione della critica. A Milano e a Firenze espone opere in cui manifesta tutta la sua versatilitàː dal ritratto alla veduta, alla pittura di genere.

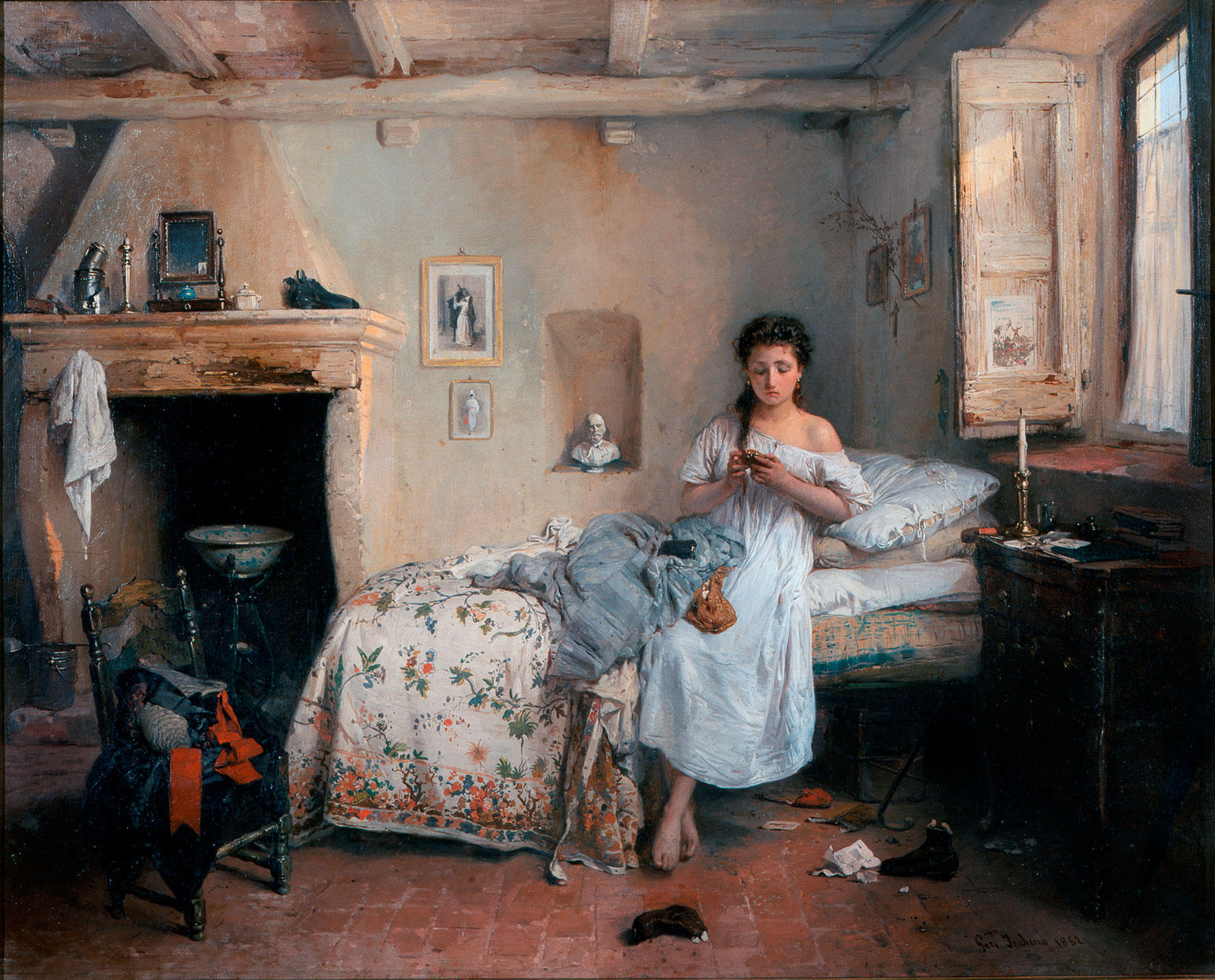
Triste presentimento, 1862
Pinacoteca di Brera

Arruolatosi nelle file garibaldine, si conferma definitivamente quale interprete ufficiale dell'epopea risorgimentale, sia per le tematiche di carattere storico (Imbarco a Genova del generale Giuseppe Garibaldi, Battaglia di Magenta), sia per quelle in cui il motivo patriottico si mescola a temi della pittura di genere (Un grande sacrificio, La partenza del coscritto, Triste presentimento). La partenza del coscritto fu presente all'Esposizione universale di Parigi del 1855.
Negli anni sessanta - grazie a quaderni di schizzi, fatti durante spedizioni militari e con l'aiuto di ritratti fotografici - esegue dipinti celebrativi, come Ingresso di Vittorio Emanuele II a Venezia, Morte di Enrico Cairoli a Villa Gori. Partecipa inoltre a grandi opere di arte decorativa, come le Allegorie di Roma e di Firenze, da lui eseguite per i nuovi ambienti della Stazione Ferroviaria di Milano e come il sipario, con il Giorno del plebiscito di Napoli, per il teatro di Gallarate.

### Pittura virtuosistica e di genere
Alla fine degli anni sessanta il clima di inquietudine e di instabilità influenza il suo modo di dipingereː in questo periodo egli predilige soggetti di gusto neo-settecentesco - molto richiesti dalla committenza e realizzati con una pennellata quasi virtuosistica - e anche scene d'intimità borghese.
Negli anni settanta e ottanta Gerolamo Induno manda suoi dipinti ad importanti Esposizioni, europee e italiane: a Vienna nel 1873, a Napoli nel 1877, a Parigi ne 1878, a Torino nel 1880, a Roma nel 1883, ad Anversa nel 1885, a Venezia nel 1887, a Londra nel 1888. Espone opere, vivaci nelle tinte e curiose per il soggetto, come Partita a scacchi e Un amatore di antichità.

Nel 1886 esegue gli affreschi dei quattro Evangelisti nella cupola della Chiesa di San Rocco in Solcio di Lesa.

### Morte
Dopo una lunga malattia, muore il 19 dicembre del 1890 ed è sepolto nel Cimitero Monumentale di Milano.

## Galleria d'immagini

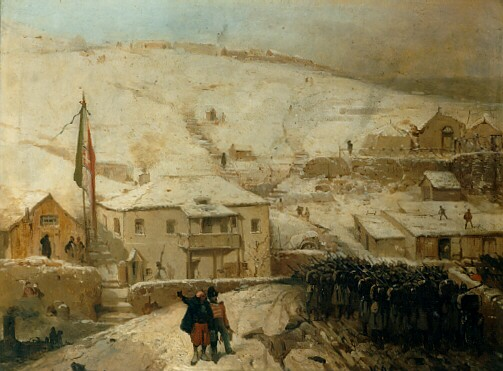
Il Quartier generale dei Piemontesi in Crimea Museo nazionale del Risorgimento italiano, Torino
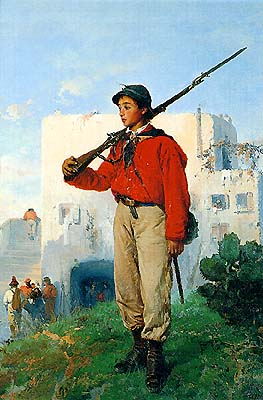
Sentinella garibaldina Museo nazionale del Risorgimento italiano, Torino
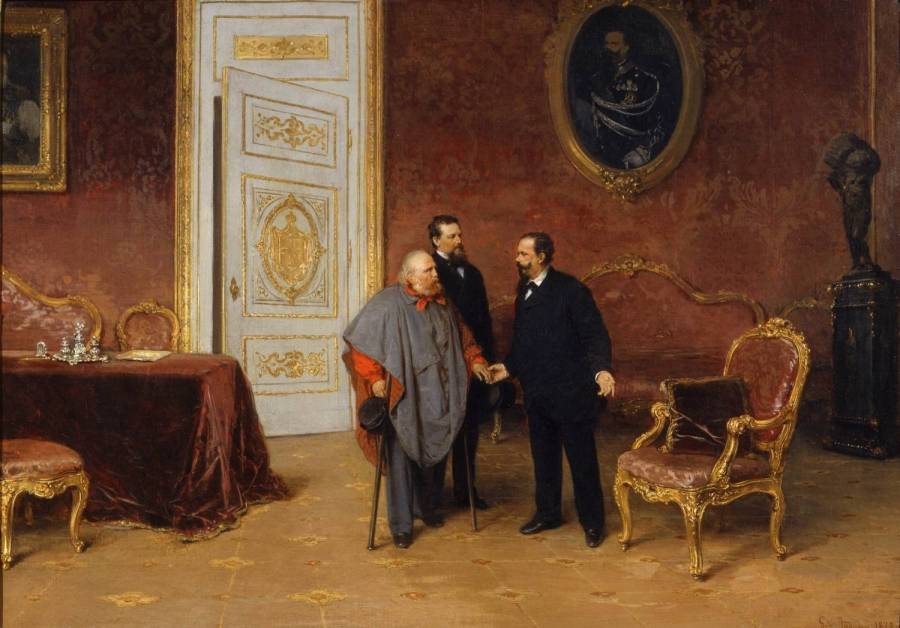
Garibaldi e Medici da Vittorio Emanuele II, 1870 ca Palazzo del Quirinale
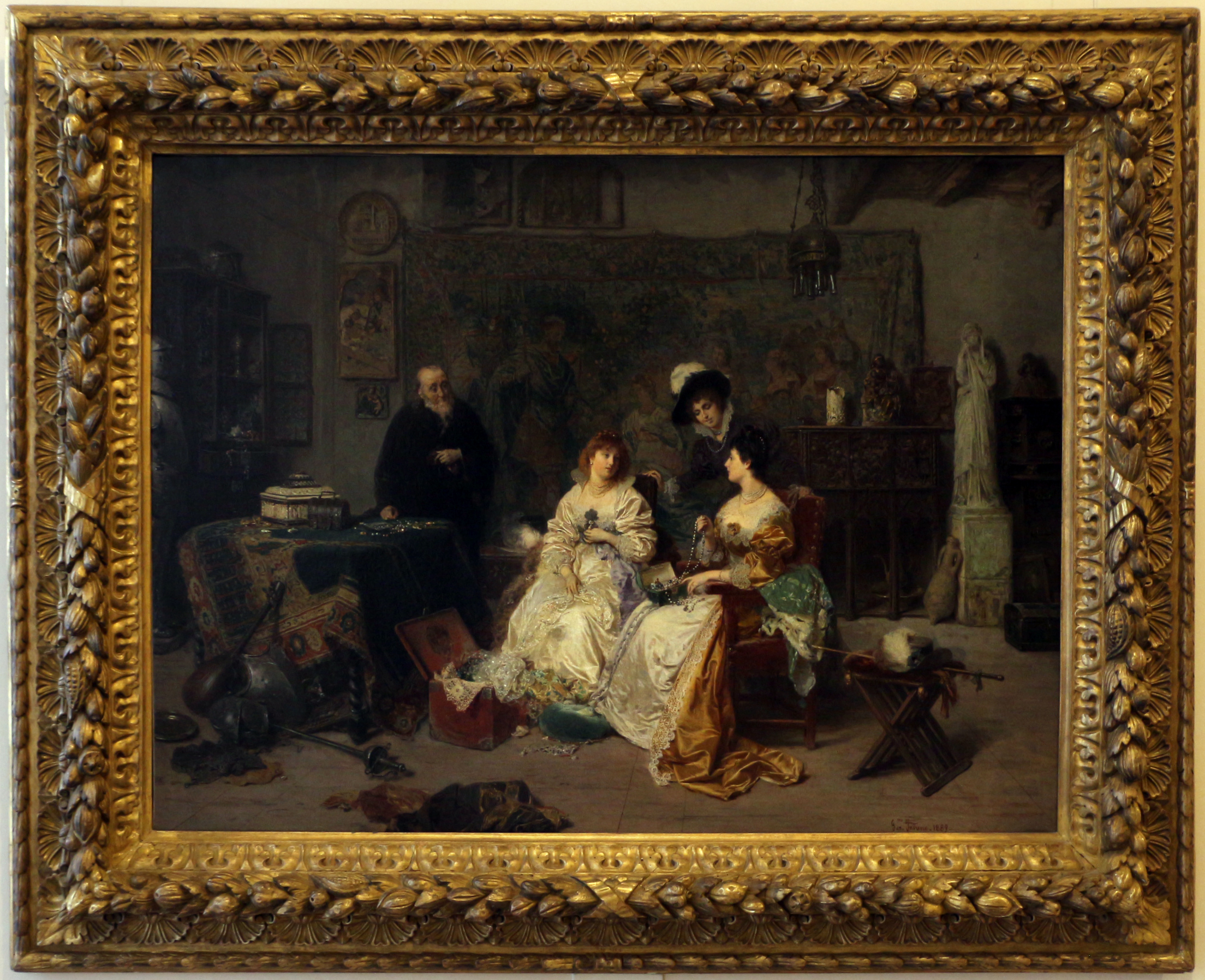
'Un antiquario, 1889

## Opere
- La battaglia della Cernaja
- La battaglia di Magenta
- Il grande sacrificio (Partenza del Garibaldino)
- Triste presentimento
- La partita a scacchi
- Ritratto equestre di Vittorio Emanuele II
- L'addio del coscritto
- La lettera
- Il figurinaio
- Amore di bimbo
- La trasteverina uccisa da una bomba
- Decorazione alla Stazione di Milano
- Decorazione della cupola della Chiesa di San Rocco, Solcio
- Il tricolore , Museo del risorgimento, Milano
- La lettera dal campo

### Musei che possiedono sue opere
- Galleria d'arte moderna Ricci Oddi, Piacenza
- Pinacoteca di Brera, Milano
- Pinacoteca Ambrosiana, Milano
- Gallerie d'Italia - Milano, Milano
- Musei Civici, Pavia[3]
- Museo Borgogna, Vercelli
- Pinacoteca civile, Vigevano